# كارلو ألبيرتو

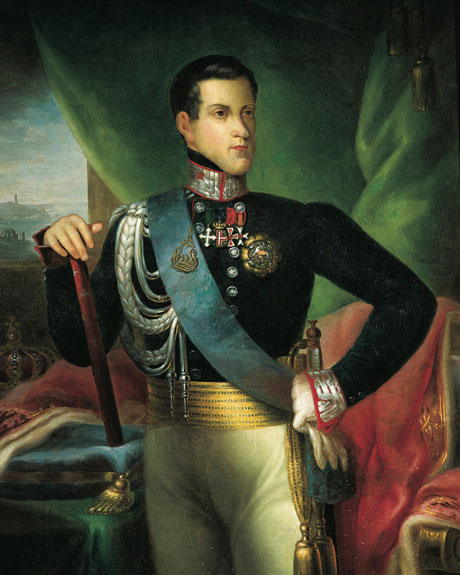
تشارلز ألبرت

تشارلز ألبرت أو كارلو ألبيرتو (بالفرنسية: Charles-Albert de Sardaigne) (بالإيطالية: Carlo Alberto di Savoia) (2 أكتوبر 1798 بتورينو- 28 يوليو 1849 في بورتو بالبرتغال) كان ملك سردينيا بيدمونت بين عامي 1831-1849. خلفأ لتشارلز فيليكس ويرتبط اسمه بحرب الاستقلال الإيطالية الأولى (1848-1849). تخلى عن العرش بعد هزيمة قواته على يد الجيش النمساوي في معركة نوفارا 1849 وتوفي في المنفى بعد ذلك بوقت قصير وخلفه ابنه الملك فيكتور ايمانويل الثاني ملك إيطاليا وسردينيا وجد ملكة البرتغال ماريا بيا.

## روابط خارجية
- كارلو ألبيرتو على موقع الموسوعة البريطانية (الإنجليزية)